# Ijara (huyện)
Huyện Ijara là một huyện thuộc tỉnh North-Eastern ở Kenya. Theo điều tra dân số ngày 24 tháng 8 năm 1999, huyện này có dân số 62571 người. Huyện Ijara có diện tích  km². Huyện lỵ đóng tại Ijara.